# William Alden Smith

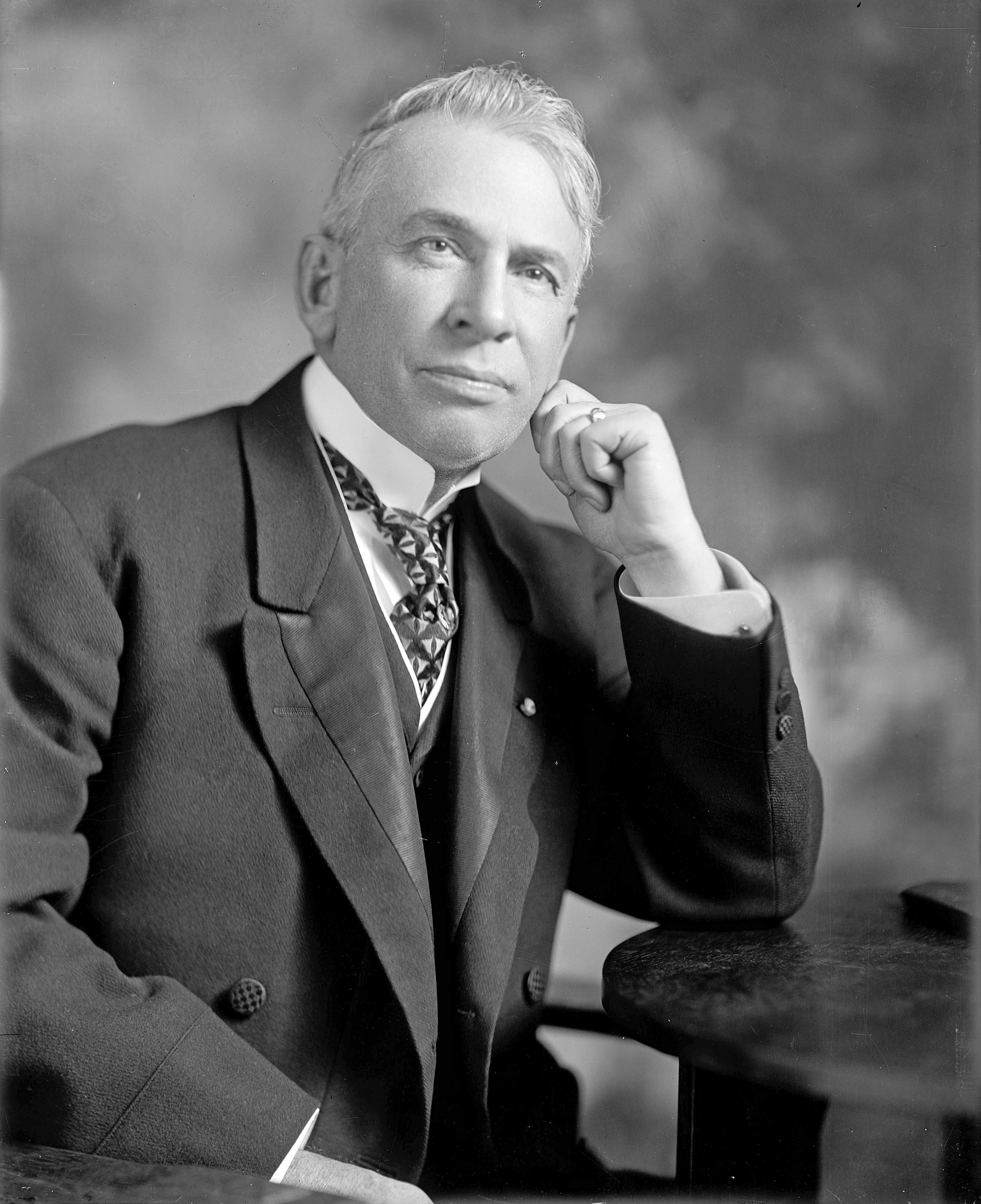
William Alden Smith

William Alden Smith (* 12. Mai 1859 in Dowagiac, Cass County, Michigan; † 11. Oktober 1932 in Grand Rapids, Michigan) war ein US-amerikanischer Politiker. Smith fungierte von 1895 bis 1907 als Kongressabgeordneter und von 1907 bis 1919 als republikanischer Senator von Michigan.

## Biografie

### Frühes Leben
William Alden Smith wuchs die ersten 13 Lebensjahre in Dowagiac auf und zog 1872 mit seinen Eltern nach Grand Rapids. Im Alter von 16 Jahren, 1875, begann er als Laufbursche im Repräsentantenhaus von Michigan in Lansing zu arbeiten und kam so erstmals mit der Politik in Berührung.
Nach seinem Studium der Rechtswissenschaften bei Burch & Montgomery begann er ab 1883 in Grand Rapids zu praktizieren und vertrat unter anderem die Chicago-West Michigan Railway und die Detroit-Lansing Northern Railroad. Zunächst betrieb er allein eine Kanzlei, später gründete er zusammen mit Frederick W. Stevens Smiley, Smith & Stevens.

### Politischer Werdegang
1883 wurde Smith zum Assistierenden Staatssekretär von Michigan ernannt und begann so seinen Weg in der Politik. Am 4. März 1895 wurde Smith als Repräsentant des 5. Kongresswahlbezirks von Michigan in den Kongress gewählt und verblieb dort die kommenden zwölf Jahre bis zum 9. Februar 1907. Bereits am 15. Januar wurde er zum US-Senator gewählt und trat sein neues Amt am 9. Februar, dem Tag seines Ausscheidens aus dem Repräsentantenhaus, an. In seiner Zeit als US-Senator leitete Smith eine Reihe von Ausschüssen.

#### Untergang derTitanic
Der Name William Alden Smith wird heute noch mit einem gänzlich anderen Ereignis in Verbindung gebracht. Nach dem Untergang der Titanic im April 1912 wurde Smith im Mai 1912 von Präsident William Howard Taft zum Leiter jener US-amerikanischen Untersuchungskommission beordert, die Ablauf und Ursache der Katastrophe ermitteln sollte. Zusammen mit seinen Senatskollegen Isidor Rayner (Maryland) und Francis G. Newlands (Nevada) trat die Kommission im Waldorf-Astoria-Hotel in New York City zusammen. In jenen 18 Tagen, in denen die Welt erstmals vom Ausmaß jener Katastrophe erfuhr, wurden 86 Zeugen vernommen, und über 1000 Seiten Protokoll erstellt. Jener Bericht gilt daher noch heute als „Bibel“ für die Titanic-Interessierten und bildete auch die Grundlage zu James Camerons Film Titanic von 1997.

### Späteres Leben und Tod
William Alden Smiths Amtszeit endete am 3. März 1919. Doch setzte er sich nicht zur Ruhe, da er zahlreiche andere Verpflichtungen hatte. Bereits 1898 hatte er den Auftrag zum Bau einer Eisenbahn in Michigan erteilt und wurde 1900 zum Vorsitzenden der Lowell and Hastings Railroad ernannt. 1906 erwarb er den Grand Rapids Herald, eine Tageszeitung, die er bald darauf publizierte. Zudem wurde Smith Direktor einer kleinen Schifffahrtslinie, die er expandierte. Sein Ziel war es, von Chicago (Illinois) so viele Häfen wie möglich am Lake Michigan anzusteuern. All diesen Aufgaben widmete sich Smith noch bis kurz vor seinem Tod, im Alter von 74 Jahren.

### Privatleben
William Alden Smith heiratete am 21. Oktober 1886 die aus Grand Rapids (Michigan) stammende Nancy Alice Osterhout (1859–1936). Mit ihr bekam er einen Sohn, William Alden Smith Jr. (1893–1920).

## Funktionen als Senator
- 1909–1911: Vorsitzender des Senate Committee on Canadian Relations
- 1911–1913: Mitglied im Senate Committee on Energy and Natural Resources
- 1913–1915: Mitglied im Senate Committee on Civil Service

## Sonstiges
Alden, ein gemeindefreies Gebiet, 20 Meilen nordöstlich von Traverse City, wurde nach dem US-Senator benannt.